# Charles Marion
Charles Louis Pierre Marion (14 gennaio 1887 – 16 novembre 1944) è stato un cavaliere francese.

## Palmarès

### Olimpiadi
- Oro a Los Angeles 1932 nel dressage a squadre.
- Argento a Amsterdam 1928 nel dressage individuale.
- Argento a Los Angeles 1932 nel dressage individuale.